# کوه لیوادیسکایا
کوه لیوادیسکایا (روسی: гора́ Ливади́йская) یک کوه در سرزمین پریمورسکی کشور روسیه است.